# Капацанениј Унгурени
Капацанениј Унгурени (рум. Căpățânenii Ungureni) је насеље у општини Арефу у жупанији Арђеш у Румунији. Према попису из 2021. у насељу је било 438 становника.
2 километара узводно од насеља налази се тврђава Поенари која је заштићена као историјски споменик од националног значаја.

## Становништво
| 1992. | 2002. | 2011. | 2021. |
| ----- | ----- | ----- | ----- |
| 676   | 617   | 528   | 438   |

Према попису из 2021. у насељу је живело 438 становника што је за 90 мање (-17,05%) у односу на попис из 2011. када је било 528 становника.
Према попису из 2011. већину станоништва чинили су Румуни (97,54%).
| Етнички састав према попису из 2011.‍ | Етнички састав према попису из 2011.‍ | Етнички састав према попису из 2011.‍ | Етнички састав према попису из 2011.‍ | Етнички састав према попису из 2011.‍ |
| ------------------------------------ | ------------------------------------ | ------------------------------------ | ------------------------------------ | ------------------------------------ |
|                                      |                                      |                                      |                                      |                                      |
| Румуни                               | Румуни                               |                                      | 515                                  | 97,54%                               |
| Непознато                            | Непознато                            |                                      | 13                                   | 2,46%                                |